# Hohenkirchen (Turíngia)
Hohenkirchen é uma vila e antigo município da Alemanha localizado no distrito de Gota, estado da Turíngia.  Pertence ao Verwaltungsgemeinschaft de Apfelstädtaue. Desde dezembro de 2019 é parte do município de Georgenthal.

## Demografia
Evolução da população (em 31 de dezembro):
| - 1994 – 760 - 1995 – 778 - 1996 – 786 - 1997 – 828 | - 1998 – 825 - 1999 – 821 - 2000 – 799 - 2001 – 768 | - 2002 – 776 - 2003 – 792 - 2004 – 784 - 2005 – 761 |

Fonte: Thüringer Landesamt für Statistik